# آریانا انجینیر
آریانا انجینیر (به انگلیسی: Aryana Engineer) زادهٔ ۶ مارس ۲۰۰۱ هنرپیشهٔ خردسال کانادایی است که با نقش‌آفرینی در فیلم ترسناک یتیم این کار را آغاز کرد.
آریانا که مشکل کم‌شنوایی مادرزادی دارد در شهر ونکوور به‌دنیا آمده و تبار ایرانی/اسکاتلندی دارد.
یکی از همسایه‌های آریانا را زمانی که با زبان اشاره مشغول گفتگو با مادر ناشنوایش بود دید و او را به عوامل ساخت فیلم یتیم که دنبال کودکی با این مشخصات می‌گشتند معرفی کرد.
پدر او نوروز یک ایرانی و مادرش ان ماری اسکاتلندی‌تبار است.